# 쯔바키모토체인
쯔바키모토체인(Tsubakimoto Chain Co., 株式会社椿本チエイン, Kabushiki-gaisha Tsubakimoto Chiein, TYO: 6371)은 동력 전달 및 롤러 체인 제품을 생산하는 일본 제조업체이다. 1917년 오사카시에서 자전거 체인 제조업체로 설립되었다. 이후 일본 산업 규격 승인을 받은 일본 최초의 롤러 체인 제조업체가 되었다. 쯔바키모토체인은 일반 산업용 스틸 체인의 세계 최대 시장 점유율을 보유하고 있으며, 자동차용 타이밍 드라이브 시스템의 세계 최고의 시장 점유율을 누리고 있다. 이 회사는 오사카에 본사를 두고 있으며 주요 제조 기지는 교토시 교타나베에 있다.